# Jamyang Donyö Gyaltsen
Jamyang Donyö Gyaltsen (1310-1344) was van ca. 1342 tot 1344 de dertiende sakya trizin, de hoogste geestelijk leider van de sakyatraditie in het Tibetaans boeddhisme. Hij was een broer van zowel zijn voorganger Namkha Legpa als zijn opvolger Sönam Gyaltsen.

## Achtergrond
De hegemonie over Tibet van het Sakyaklooster, gevestigd door Sakya Pandita en Phagspa in de 13e eeuw, steunde op een nauwe werkrelatie met het  Mongoolse regime van de Yuan dynastie (1271-1368). Leden uit het geslacht Khon oefenden gewoonlijk de functie uit van dansa chenpo of hoofdabt van het klooster, een ander (religieus geschoold) familielid was dan dishi of Keizerlijk leermeester aan het hof van de keizer. Na de dood van abt Zangpo Pal in 1323, werden zijn talrijke zonen verdeeld in vier takken: Zhitog, Lhakhang, Rinchengang, en Ducho.

## Factiestrijd
Na 1323 kreeg het Sakya complex te maken met interne verdeeldheid, omdat het hoofd Khatsun Namkha Lekpa Gyaltsen meer belangstelling had voor religieuze dan voor wereldlijke zaken. In 1341 ontstond een confrontatie tussen de groepen Zhitog en Rinchengang. Khatsun Namkha Lekpa Gyaltsen, die tot de Zhitog-tak behoorde, werd gedwongen af te treden als abt. In zijn plaats kwam Jamyang Donyö Gyaltsen van de Rinchengang-tak aan het hoofd te staan. Tijdens zijn leiderschap werd het bestuur over Tibet uitgevoerd door dpon-chen Sonam Pal (1337-1344). Over het korte leiderschap van Jamyang Donyö Gyaltsen is weinig bekend, hij overleed na drie jaar in 1344. Hij werd opgevolgd door zijn broer Lama Dampa Sonam Gyaltsen, een beroemd geleerde.